# Lithocarpus nebularum
Lithocarpus nebularum är en bokväxtart som beskrevs av Aimée Antoinette Camus. Lithocarpus nebularum ingår i släktet Lithocarpus och familjen bokväxter. Inga underarter finns listade.